# 切里瓦利鎮區 (密蘇里州卡羅爾縣)
切里瓦利鎮區（英語：Cherry Valley Township）是位於美國密蘇里州卡羅爾縣的一個行政鎮區。

## 地方資料
切里瓦利鎮區的面積為47.90平方千米，當中陸地面積為46.43平方千米，而水域面積為1.47平方千米。根據2020年美國人口普查的數據，當地共有人口42人，而人口密度為每平方千米0.88人。